# Йозеф Пилсудски
Йозеф (Ю̀зеф) Клѐменс Пилсу̀дски (на полски: Józef Klemens Piłsudski) е полски военен маршал и държавник.

## Биография
Произхожда от семейство на дребни полски аристократи. Неговите баща и брат участват в Януарското въстание. Завършва гимназия във Вилно и записва медицина в университета в Харков, от който е изключен за участие в социалистическото студентско движение „Народна воля“. Арестуван е за участие в дейността на вилненските социалисти през 1887 г. и е заточен в Сибир.
От 1893 г. Пилсудски е водеща фигура в Полската социалистическа партия (ПСП) в тогавашната Руска империя. От 1894 г. членува в Централния работнически комитет и редактира органа на партията „Работник“.
По време на Руско-японската война от 1904 г., Пилсудски се опитва да влезе във връзка с японското правителство, със съдействието на което да поведе партизанска война в полските земи под руска власт. През 1906 г. Полската социалистическа партия се разпада и Пилсудски оглавява нейната революционна фракция.
През 1910 г. успява да създаде на територията на Австро-Унгарската империя легална военна организация, в която поляци се обучават и подготвят за бойни действия. При избухването на Първата световна война сформира Полските легиони, които се бият на страната на Централните сили, и основава конспиративната Полска военна организация.
След като Хабсбургската монархия и Централните сили не възприемат полските тежнения за независимост, се стига до интернирането на Пилсудски в Магдебург през 1917 г. Година по-късно е освободен и е посрещнат с овации във Варшава. Поема върховната политическа и военна власт във възстановената полска държава. Назначен е за главнокомандващ на Полските сили от Регентския съвет на 11 ноември 1918 г. и му е поверено създаването на национално правителство на Полша, чиято независимост е обявена същия ден.
На 22 ноември 1918 г. е обявен за Временен държавен глава на Полша. През 1920 г. е обявен за Маршал на Полша. На 26 април същата година започва война срещу Болшевишка Русия. След множество променливи битки Полша успява да извоюва победа над Червената армия през август 1920 г. Според сключения на следващата година в Рига мирен договор, полската граница се премества с около 200 км в източна посока.
В последвалите войната години Пилсудски временно се оттегля от политическия живот, но запазва влиянието си сред широки кръгове от полското общество. В този период пише мемоари и опозиционна пропаганда срещу правителството на Винценти Витос, когото смята за отговорен за атентата срещу президента Габриел Нарутович. Поради влошеното външнополитическо положение на страната, растящата безстопанственост и ширещата се корупция Пилсудски застава начело на извършения през май 1926 г. държавен преврат в Полша. Възползвайки се от лоялността на армията и популярността си сред населението, той утвърждава в страната режим с ярко очертани авторитарни черти. Осъзнавайки ограничените правомощия на президента, отказва да заеме този пост. Вместо това става министър на отбраната, председател на Военния съвет и генерален инспектор на въоръжените сили. В периода 1926 – 1928 г. Пилсудски е министър-председател.
В края на 20-те години се забелязва „втвърдяване“ на политическата линия на режима. Зачестяват гоненията на политическите противници на управляващите. С промени в Конституцията от 2 август 1926 г. се ограничават правата на Сейма.
През първата половина на 30-те години на 20 в. Пилсудски е подложен на силен натиск от страна на десницата, която държи все по-често отговорни за икономическата криза евреите.
Във външнополитически план успява да регулира отношенията с големите съседи, като се стреми да гарантира сигурността на полските граници. През 1932 г. подписва пакт за ненападение със Съветския съюз, а на 26 януари 1934 г. – с Националсоциалистическа Германия.
На 12 май следващата година умира във Варшава. Страната е в национален траур, тленните му останки са положени в криптата на Вавелската катедрала. Съгласно последната воля на Й. Пилсудски, сърцето му е погребано във Вилнюс.